# Nádine (zangeres)
Nádine (28 februari 1982) is een populaire Zuid-Afrikaanse zangeres, een tevens een van de beroemdste in het land.

## Muziekleven
Nádine is uitgegroeid tot een van de populairste artiesten in Zuid-Afrika. Op amper 13-jarige leeftijd bracht ze haar eerste album uit. In 1997 toerde ze door Zuid-Afrika met de populaire Nederlandse zanger Jan Smit. Datzelfde jaar zong ze zich ook in de kijker tijdens Two Nations in Concert in Johannesburg waar ook de Spice Girls en Billy Ocean op het podium stonden. 
Met de ballad ‘Kaapse Draai’, een song geschreven door Steve Hofmeyr, scoorde ze in 2003 een van de grootste hits uit de Zuid-Afrikaanse muziekgeschiedenis. De daaropvolgende jaren zong ze twee platina en vier gouden albums bij elkaar. 
In september 2005 bracht ze haar zesde soloalbum uit: Mense soos jy. Haar dvd "Nádine 10 Jare Live" werd genomineerd voor beste dvd in 2006 voor de SAMA-awards. Nádine werd ook in andere landen populair met haar single Koe-Ma-Doe.
Andere hits zijn Dankie liewe Ouma, Hoor hoe klop my hart, Kom dans met my, Latina, ’n Meisiekind wil ek graag bly, Vive la Vida, en het beroemde Kaapse Draai. Met ongeveer 120 concerten per jaar is Nadine een van de grootste artiesten in Zuid-Afrika.
In de zomer van 2009 toerde ze in Australië, in het najaar zakte ze af naar Nieuw-Zeeland voor een succesvolle concerttournee.  Later dat jaar werd This Time I Know' in haar thuisland bekroond met een Vonk VAward voor Best Crossover Album. 
Na 10 jaar heeft Nadine meer dan 350.000 cd's verkocht en heeft twee gouden en twee platina albums behaald. In januari 2006 nam ze een duet op met de Belgische Laura Lynn.
Begin 2010 won Nádine het World Peace Song Festival, in navolging van bijvoorbeeld Robbie Williams en Céline Dion. In de Benelux was het 3FM-deejay Giel Beelen die haar als eerste uitnodigde voor een liveoptreden in zijn ochtendshow. Na 15 jaar en meer dan 500.000 albums verkochte in haar thuisland, zette Nádine in 2010 een eerste stap richting Europa met een albumrelease in Duitsland. 
In 2011 verschijnt haar album in België en Nederland en is Nádine in de Benelux voor enkele concerten. Op 17 december 2011 zorgden Nádine en de Vlaamse diva Natalia Druyts voor een concert tijdens Diva's In Company samen met CBS in de Elizabethzaal te Antwerpen.